# Арнольд, Фёдор Карлович
Фёдор Карлович Арнольд (1819—1902) — русский учёный-лесовод, основатель русской школы лесоустройства, «дедушка русского лесоводства». Профессор Санкт-Петербургского лесного и межевого института, директор Петровской земледельческой и лесной академии. Действительный тайный советник.

## Биография
Родился 5 (17) декабря 1819 года в семье чиновника министерства финансов Карла Ивановича Арнольда. Старший брат Иван (Эдуард) — основатель школ-интернатов для глухонемых в Санкт-Петербурге и Москве. Средний брат Юрий (Георгий) — музыкант, композитор и музыковед.
В 1839 году Фёдор Карлович окончил Санкт-Петербургский лесной и межевой институт. В 1839—1842 годах для усовершенствования в лесных науках был в командировке за границей, где слушал лекции в Тарандтской академии и знакомился с Европейскими лесами; по возвращении работал лесничим в Вятской губернии. В 1843 году руководил таксационными работами в Бузулукском бору, Крыму и других районах. Итогом этой работы стала составленная в 1848 году карта государственных лесов Европейской России.
В 1845—1857 годах находился на должности начальника отделения в Лесном департаменте.
С 1846 года читал лекции в Лесном институте; с 1857 года — профессор лесных наук Санкт-Петербургского лесного и межевого института.
С 1864 года преподавал в Москве — в Петровской земледельческой академии; с 1866 по 1869 — профессор, в 1867—1869 годах — декан и член хозяйственного комитета. 
Вышел в отставку 27 июня 1869 года и до 1873 года служил управляющим имениями и лесами князя Н. Б. Юсупова.
С 16 ноября 1873 года снова на службе — профессор лесной таксации в Земледельческой академии; в 1875—1876 гг. — снова декан; в 1876—1883 годах — директор академии.
В 1883 году возвратился в Санкт-Петербург, где был членом Совета министерства государственных имуществ и профессором Лесного института.
В декабре 1867 года был произведён в действительные статские советники, 13 апреля 1886 года — в тайные советники, в 1898 году — действительные тайные советники.
Умер 23 февраля (8 марта) 1902 года. Похоронен на Волковском лютеранском кладбище.

## Научная и практическая деятельность
Арнольд внёс весомый вклад в дело охраны и разведения лесов, описания и точного учёта их и рациональной постановки лесного хозяйства, а также для развития лесного образования. Он воспитал множество учеников-лесоводов, принимал деятельное участие в лесоводственных экскурсиях для изучения лесов России (например, тульских засек).
Он написал научные труды по лесной таксации, лесоводству и истории лесоводства, автор справочников, учебников и пособий, курсов лекций о сыпучих песках. Итогом его научной работы стал капитальный трёхтомник «Русский лес», обобщивший сведения о лесах и лесном хозяйстве России, переведённый на немецкий язык.
Основал еженедельную «Газету лесоводства и охоты», был её редактором. Газета выпускалась в 1855—1857 годах.

## Награды
Был награждён высшими орденами Российской империи:
- орден Св. Владимира 4-й ст. с бантом
- орден Св. Станислава 2-й ст. с императорской короной (1859)
- орден Св. Анны 2-й ст. с императорской короной (1861)
- орден Св. Владимира 3-й ст. (1865)
- орден Св. Станислава 1-й ст. (1875)
- орден Св. Анны 1-й ст. (1878)
- орден Св. Владимира 2-й ст. (1883)

## Семья
Был дважды женат. Его дети:
- Юлия (1845—?)
- Фёдор (1850—1915)
- Евгения (30.11.1851—22.09.1898)[2]
- Елизавета (10.06.1854—29.08.1854)
- Александр (23.02.1856—10.10.1859)
- Лидия (22.01.1864—26.04.1868)
- Владимир (1867—?)
- Карл (1868—1919)
- Николай (1871—?)[5].

## Комментарии
1. ↑  Находятся в юго-западной части Тульской области. Название связано с историческими оборонительными сооружениями — засеками. Засеки представляли полосу непроходимых лесов на границе лесостепи и степи, а защищали с юга Русское государство от набегов поляков, татар. Тульские засеки составляли часть древней Большой Засечной черты. Сохранившиеся леса Тульской засеки можно наблюдать в Щекинском, Суворовском, Одоевском, Белёвском, Дубенском, Арсеньевском районах. Дальше на восток засечная черта представлена отдельными фрагментами лесов. Недалеко от них расположены Чернский и Плавский район, а также историческое село Крапивна)